# Motsetta
La motsetta (également orthographié comme motzetta en francoprovençal ou mocetta en italien) est de la viande de chamois salée, assaisonnée et séchée. Contrairement au jambon sec de chamois, préparé en une seule pièce, la motsetta est préparée à partir de muscles séparés les uns des autres.
On peut aussi produire la motsetta avec de la viande de veau, de chèvre ou d'agneau.
C'est l'une des spécialités valdôtaines qui est aussi produite dans le Piémont du nord (Canavais, Valsesia, Val d'Ossola),.